# Caloptilia thiophylla
Caloptilia thiophylla är en fjärilsart som först beskrevs av Turner 1913.  Caloptilia thiophylla ingår i släktet Caloptilia och familjen styltmalar. Inga underarter finns listade i Catalogue of Life.